# لوكا بيلكي (تنس)
لوكا بيلكي مواليد 14 أكتوبر 1988 في جمهورية كرواتيا الاشتراكية، جمهورية يوغوسلافيا الاشتراكية الاتحادية، هو لاعب كرة مضرب كرواتي سابق بدأ مسيرته كمحترف سنة 2004 وكان يلعب باليد اليمنى. أعلى تصنيف له في الفردي كان المركز الـ 620. أعلى تصنيف له في الزوجي كان 808.